# Beaucoup Fish
Beaucoup Fish es el quinto álbum de Underworld, lanzado en 1999.
Fue el álbum más esperado de la banda, luego del éxito de Born Slippy Nuxx. Dio lugar a varios exitosos sencillos, como "Push Upstairs", "Jumbo" y "Moaner", (fue incluido anteriormente en la película Batman & Robin). Es el último álbum en el que participó Darren Emerson.
Un título tentativo para el álbum pretendía ser Tonight Matthew, I'm Going to be Underworld inspirada en la famosa frase "Esta noche [nombre del protagonista], voy a ser ...", que se utilizaba en el reality televisivo británico Stars in Their Eyes. El título fue cambiado por Beaucoup Fish ("beaucoup" significa en francés "mucho"), debido a que el nombre no sería entendido fuera del Reino Unido.

## Lista de canciones
| 2 × CD, Album |                         |                                                           |          |  |
| N.º           | Título                  | Escritor(es)                                              | Duración |  |
| 1.            | «Cups»                  | Emerson, Hyde, Smith                                      | 11:45    |  |
| 2.            | «Push Upstairs»         | Emerson, Hyde, Smith                                      | 04:34    |  |
| 3.            | «Jumbo»                 | Emerson, Hyde, Smith                                      | 06:57    |  |
| 4.            | «Shudder/King of Snake» | Peter Bellotte, Giorgio Moroder, Donna Summer, Underworld | 09:30    |  |
| 5.            | «Winjer»                | Emerson, Hyde, Smith,                                     | 04:30    |  |
| 6.            | «Skym»                  | Emerson, Hyde, Smith                                      | 04:07    |  |
| 7.            | «Bruce Lee»             | Emerson, Hyde, Smith                                      | 04:43    |  |
| 8.            | «Kittens»               | Emerson, Hyde, Smith                                      | 07:30    |  |
| 9.            | «Push Downstairs»       | Emerson, Hyde, Smith                                      | 06:30    |  |
| 10.           | «Something Like a Mama» | Emerson, Hyde, Smith                                      | 06:37    |  |
| 11.           | «Moaner»                | Emerson, Hyde, Smith                                      | 07:30    |  |
| 74:21         |                         |                                                           |          |  |

| Bonus Track |                                                     |                      |          |  |
| N.º         | Título                                              | Escritor(es)         | Duración |  |
| 1.          | «Push Upstairs» (Roger S Narcotic Haze Dub)         | Emerson, Hyde, Smith | 06:47    |  |
| 2.          | «Jumbo» (Futureshock Worlds Apart Mix)              | Emerson, Hyde, Smith | 06:33    |  |
| 3.          | «King of Snake» (Dave Clarke Remix)                 | Emerson, Hyde, Smith | 06:05    |  |
| 4.          | «Bruce Lee» (The Micronauts Remix)                  | Emerson, Hyde, Smith | 08:58    |  |
| 5.          | «Cups» (Salt City Orchestra's Vertical Bacon Vocal) | Emerson, Hyde, Smith | 09:22    |  |